# Transdanubikum

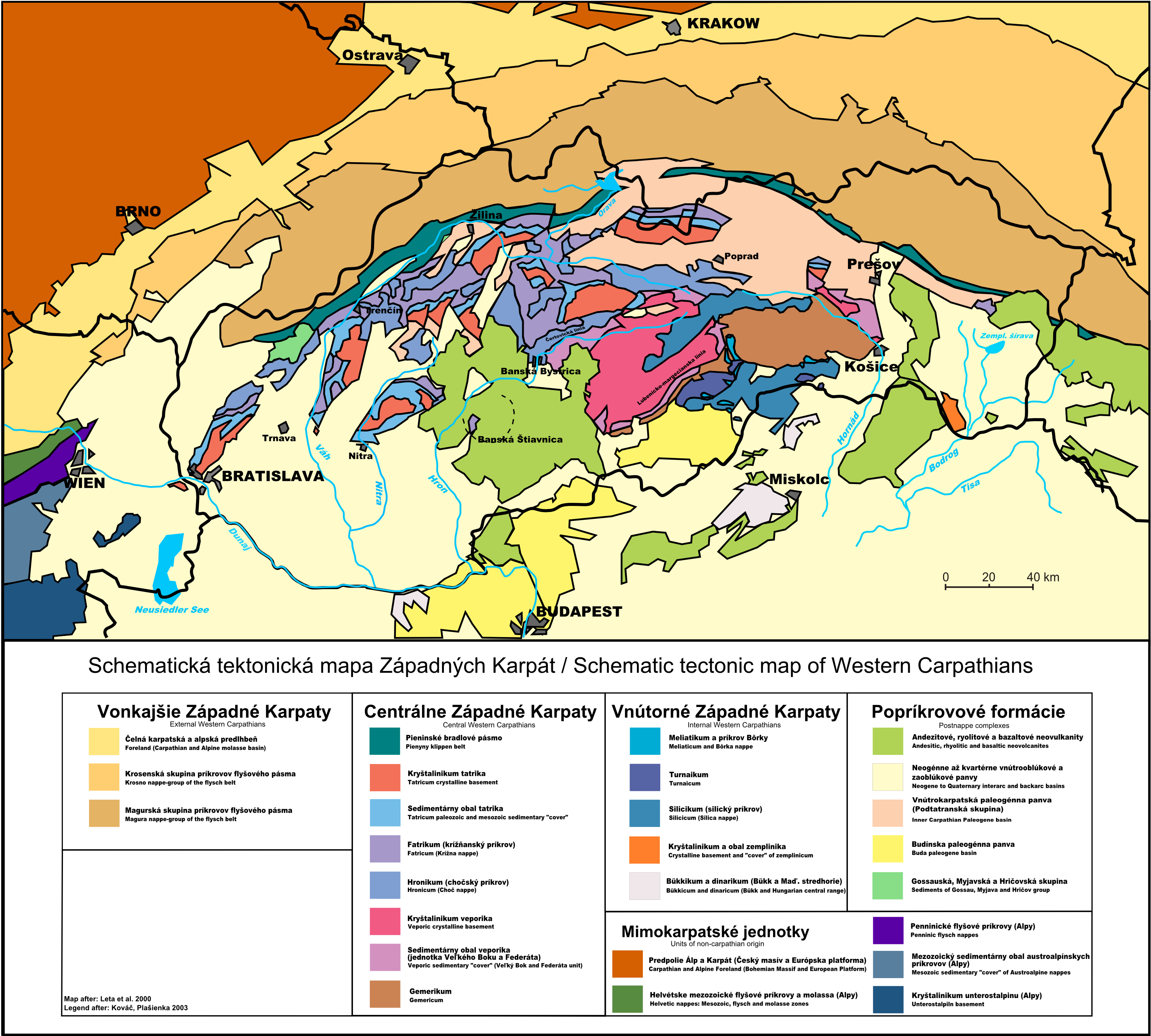
Tektonická mapa Západních Karpat

Transdanubikum nebo bakonyikum je tektonická superjednotka Západních Karpat, která tvoří severozápadní část podloží Panonské pánve, resp. západní část bloku Pelso, což je maďarský ekvivalent Vnitřních Západních Karpat. Na povrch vystupuje ve výchozech předterciérního podloží v Zadunajském středohorí severně od Balatonu na maďarském území. V podloží Panonské pánve by mělo v menší míře zasahovat i na slovenské území. Tvoří ho spodněpaleozoické a metamorfované mladopaleozoické a mezozoické sedimentární komplexy, které překrývají mladší popříkrovové terciérní sedimenty.

## Geologická stavba
V podloží mladších terciérních pánevních komplexů je na severu omezeno linií Hurbanovo-Diósjenő, na severozápadě ji ohraničuje rábská linie a na jihu středomaďarská linie (nazývaná též „balatonská“). Styk transdanubika s bükkikem tvoří zlomová linie Darnó. Horniny transdanubika vystupují v pohořích Gerecse, Vértes, Budínské vrchy, Balatonské vrchy, Bakoňský les a Csövárské vrchy východně od Dunaje.
Transdanubikum by mělo navazovat na jižní zóny Centrálních Alp. Někdy bývá považováno za ekvivalent svrchního austroalpinského příkrovu, jeví značnou podobnost s jihoalpskými jednotkami.

## Stratigrafie
Předpokládá se jeho zešupinatělá stavba, která však není z povrchových výstupů zřejmá. Nejstarší celky tvořené horninami spodního paleozoika, vystupují u jezera Balaton. Jsou tvořeny hlavně staršími vulkanicko-sedimentárními formacemi, tvořenými jílovitými břidlicemi, fylity, nad kterými leží mladší ordovicko-silurské břidlice, lydity, křemenné fylity a vulkanity – ryolity až andezity. Z období devonu se zachovaly přeměněné mramory a z karbonu břidlice a vápence. Většina těchto paleozoických sukcesí byla v průběhu hercynské orogeneze postižena přeměnou. V pohoří Velence vystupují i mladovariské granitoidy A-typu.
Mladší sedimentární svrchněpermsko-spodněkřídový sled, transgresivně nasedající na starší horniny, tvoří převážně mělkovodní karbonáty: vápence a dolomity. V ladinu mělkovodní sedimentace skončila a usazovaly se slíny, hlíznaté a rohovcové vápence. Tento jev byl zřejmě důsledkem riftingu meliatika. V některých horizontech se objevují i vložky tufů. Po karnu došlo k vyrovnání depresí a usazování hauptdolomitu a dachsteinských vápenců. V juře byl prostor rozrůzněn s vyvýšeninami, na nichž sedimentovaly krinoidové vápence a hlubokovodní prostory. Z hornin toarkského stáří je znám kondenzovaný horizont s Mn-rudami. V období aalen až callov se usazovaly radiolarity, později opět vápence. V pohoří Gerecse se v tomto období usadily nahoře silnější sekvence turbiditů s ofiolitovým materiálem.
Po albu ve spodní křídě došlo k deformaci hornin transdanubika. Později pokračovala potektonická sedimentace např. koňackými bauxity, významnější polohy bauxitů se však uložily až v průběhu eocénu.